# Camille Monet gezeten op een tuinbank
Camille Monet assise sur un banc de jardin (Camille Monet gezeten op een tuinbank), oorspronkelijk Un banc geheten, is een schilderij van de impressionistische Franse kunstschilder Claude Monet uit 1873, 60,6 × 80,3 centimeter, olieverf op doek. Het toont Monets eerste vrouw Camille gezeten op een tuinbank in hun huis te Argenteuil, met achter haar een heer met steekhoed en op de achtergrond een vrouw met parasol. Het werk is thans te zien in het Metropolitan Museum of Art te New York.

## Context
In de jaren 1870 was de Parijse voorstad Argenteuil, gelegen aan de Seine, een populaire bestemming voor Parijzenaars die de drukte van de stad ontvluchtten, om te wandelen, te roeien of anderszins te ontspannen. Ook veel impressionistische kunstschilders kwamen er om te werken 'en plein air', aangetrokken door het licht, de lucht en de reflectie van het water. Tot hen behoorde Monet, Renoir, Manet en Caillebotte.
Na een lange periode waarin Monet het verre van breed had, kreeg hij begin jaren 1870 duidelijk meer financiële armslag, met name toen kunsthandelaar Paul Durand-Ruel met succes zijn werk begon te verkopen. In 1871 nam hij zijn intrek in een ruim huis in Argenteuil, in de tuin waarvan Camille Monet assise sur un banc de jardin is gesitueerd. De prachtige bloementuin zoals Monet die weergeeft is echter duidelijk mooier gemaakt dan ze in werkelijkheid was, zo blijkt uit foto's en een portret dat Renoir er van hem maakte. Ze toont het belang dat hij eraan hechtte als statussymbool. Afkomstig uit een verarmde kruideniersfamilie genoot hij in deze periode duidelijk van zijn verworven financiële onafhankelijkheid.

## Camille Doncieux
Camille Doncieux (1847-1879) was een mooi, enigszins arrogant ogend meisje van eenvoudige komaf. In 1865 begon ze als model te werken voor Monet. Al snel kregen ze een relatie en in 1867 werd hun zoon Jean geboren. Monet liep echter niet te koop met hun relatie, wilde aanvankelijk het vaderschap niet erkennen en huwde haar echter pas 1870, mogelijk ook om de dienstplicht te ontlopen voor de Frans-Duitse Oorlog. Biografen hebben vaak gespeculeerd over de mate van affectie tussen hen beiden. In zijn correspondentie sprak Monet vaak koel afstandelijk over Camille, als 'een goed meisje', anderzijds zou hij haar in de jaren 1870 keer op keer blijven portretteren. Camille werd ook meermaals geportretteerd door Manet en Renoir. Ze overleed in 1879 aan darmkanker, na een ziekbed van een jaar. In deze periode werd ze verzorgd door Alice Hoschedé, de vrouw van Monets beschermheer Ernest Hoschedé, die kort na de dood van haar man in 1891 Monets tweede vrouw zou worden.

## De afbeelding
Camille Monet assise sur un banc de jardin lijkt op het eerste gezicht een harmonieus, idyllisch schilderij van een paar stadsmensen die zich ontspannen in de natuur 'buiten'. Het schilderij krijgt echter een extra dimensie omdat de toeschouwer niet weet wat de relatie is tussen de drie figuren op het doek. De vrouw op die op de tuinbank zit (Camille) lijkt een brief in haar wit-geschoende hand te houden, waarvan wel gesuggereerd is dat het een overlijdensbericht betreft: in de periode dat Monet het werk schilderde, in september 1873, kreeg Camille bericht van het overlijden van haar vader. De man met de steekhoed achter haar wordt door sommigen dan ook wel gezien als de personificatie van de dood, maar anderen menen dat het ook een minnaar kan zijn geweest, gezien het bloemenboeket dat naast de vrouw op de bank ligt. De vrouw met de parasol achter de geraniumstruik (met achter haar een stukje van Monets huis) heeft de beide personen op de voorgrond in haar vizier en suggereert ook een bepaalde betrokkenheid bij het tafereel, waarnaar de kijker alleen maar kan raden.

## Eugene Manet

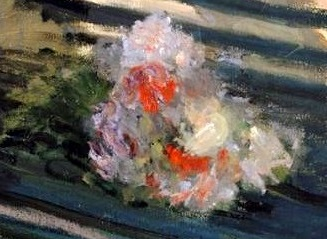
Het boeket op de bank

De man met de steekhoed werd door Monet ooit aangeduid als 'een buurman', maar blijkt bij nadere beschouwing Eugene Manet te zijn, broer van kunstschilder Eduard, vanaf 1874 de man van kunstschilderes Berthe Morisot. Eugene Manet speelde een belangrijke rol bij de organisatie van de eerste grote impressionistententoonstelling in 1874, waarmee hij ten tijde van de totstandkoming van het schilderij met Monet voorbereidingen trof. De welgestelde familie Manet bezat ook zelf een huis nabij Argenteuil en beide broers waren rond 1873 regelmatig te gast bij Monet, waarbij ze met enthousiasme over kanders werk spraken. Eugene is ook te zien in Édouard Manets schilderijen Le déjeuner sur l'herbe (1863) en Muziek in de Tuilerieën (1862).

## Typering
Camille Monet assise sur un banc de jardin past geheel in de impressionistische traditie die zich richtte op het 'vangen' en weergeven van het moment, met veel aandacht voor lichtwerking en kleur. De effecten van de zonneschijn komen op diverse wijzen tot uitdrukking, direct of indirect, op de huid, de kleren, de bloemen, de bank en het pad, vol in het licht dan wel in de schaduw.
Het schilderij toont ook duidelijk de snelle, spontane werkwijze die kenmerkend was voor de impressionisten, heel duidelijk tot uitdrukking komend in het bloemenboeket dat op de bank ligt: nat-in-nat geschilderd in enkele snelle penseelstreken, zonder correcties, met enkele kleuraccenten die het oog moeten trekken naar de donkere bank. De geraniumstruik bij de vrouw met de parasol contrasteert door de heldere kleuren in het felle licht met de gedempte tonen van de schaduw op het pad en de jurk van Camille.
Camille Monet assise sur un banc de jardin is Monets laatste genrewerk waarin figuren centraal staan. Hij bleef nog wel portretten schilderen van afzonderlijke figuren, vooral van Camille en later Suzanne Hoschedé, maar zou zich vanaf 1874 vooral toeleggen op landschappen, bloemen en seriewerken van hooibergen, waterlelies, populieren en bijvoorbeeld de kathedraal van Rouen, waarin personen geen prominente plaats meer kregen.